# Erik Bohm
Erik Bohm, född 1745, död 15 september 1820 i Katarina församling, Stockholms stad, var en svensk fabrikör och politiker.

## Biografi
Erik Bohm föddes 1745 i Örebro. Han arbetade som sidenfabrikör och efter konkursen blev han assistent i Hall- och manufakturrätten i Stockholm. Bohm var riksdagsledamot för borgarståndet i Stockholms stad vid riksdagen 1800, efter Carl Jacob Ströms död. Han avled 1820 i Stockholm.

### Familj
Bohm gifte sig 1782 med Kristina Benedikta Döhling.